# Snow Hill (North Carolina)
Snow Hill is een plaats (town) in de Amerikaanse staat North Carolina, en valt bestuurlijk gezien onder Greene County.

## Demografie
Bij de volkstelling in 2000 werd het aantal inwoners vastgesteld op 1514.
In 2006 is het aantal inwoners door het United States Census Bureau geschat op 1480, een daling van 34 (-2,2%).

## Geografie
Volgens het United States Census Bureau beslaat de plaats een oppervlakte van
3,0 km², geheel bestaande uit land. Snow Hill ligt op ongeveer 36 m boven zeeniveau.

## Plaatsen in de nabije omgeving
De onderstaande figuur toont nabijgelegen plaatsen in een straal van 24 km rond Snow Hill.